# Canlaon

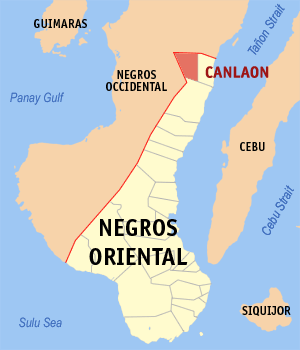
Canlaons läge i provinsen Negros Oriental.

Canlaon är en stad i Filippinerna. Den är belägen i provinsen Negros Oriental i regionen Centrala Visayas och hade 50 208 invånare vid folkräkningen 2007.
Staden är indelad i 12 smådistrikt, barangayer, varav endast en är klassificerad som urban.